# 7554
7554 là trò chơi điện tử thể loại bắn súng góc nhìn thứ nhất có đồ hoạ đẹp đầu tiên của Việt Nam, do công ty Hiker Games thực hiện, lấy bối cảnh lịch sử thời kỳ kháng chiến chống Pháp (1946-1954). Tên trò chơi được lấy từ ngày kỷ niệm 7/5/1954, ngày mà quân đội thực dân Pháp tại Điện Biên Phủ đầu hàng Quân đội Nhân dân Việt Nam. Đây là trò chơi điện tử có cấu hình đồ họa mạnh đầu tiên được phát triển và phát hành tại Việt Nam. Trò chơi chính thức được đưa ra phát hành vào ngày 16/12/2011.
Trò chơi đặt người chơi vào vai những người lính của Quân đội Nhân dân Việt Nam chiến đấu trong các trận chiến ác liệt trong cuộc chiến tranh Đông Dương và phản ánh góc nhìn của những người lính Việt Nam trong cuộc chiến đó cũng những gì mà cuộc chiến mang đến.

## Cách chơi

Hình vẽ giây phút chiến thắng

Là trò chơi thể loại bắn súng góc nhìn thứ nhất, 7554 đưa người chơi vào góc nhìn của 1 người lính người sẽ chiến đấu trong trận chiến. Trò chơi sẽ cung cấp các điểm định hướng hình lục giác hiển thị trên màn hình để người chơi có thể dễ dàng đi đến vị trí để hoàn thành nhiệm vụ.
Người lính chiến đấu sẽ có thể mang 2 khẩu súng dùng để chiến đấu cũng như có thể mang thêm lựu đạn, bom xăng và dao găm để đánh giáp lá cà. Người chơi có thể thay các khẩu súng đang cầm bằng các khẩu súng khác được tìm thấy trên chiến trường. Việc nhắm bắn bằng điểm ruồi sẽ giúp tăng độ chính xác của khẩu súng nhưng sẽ giảm tốc độ di chuyển. Trò chơi không hiển thị thanh máu nhưng khi bị trúng đạn thì màn hình đỏ dần ở viền tùy vào sát thương của nhân vật nhận vào.
Vì trọng tâm là mô phỏng chiến trường rộng với đạn bay xối xả nên thường sẽ có những đồng đội đi theo hỗ trợ người chơi chứ không phải dạng chiến đấu đơn độc. Sử dụng các điểm che chắn chống lại hỏa lực đối phương là việc bắt buộc, cũng như cùng với đồng đội người chơi có thể bắn áp đảo đối phương khi thuận lợi và ngược lại.

## Tổng quan

### Chủ đề
7554 lấy bối cảnh Việt Nam vào những năm 1946-1954, bắt đầu với những ngày Toàn quốc kháng chiến 1946, và kết thúc với chiến thắng Điện Biên Phủ. 7554 xây dựng 1 câu chuyện hư cấu nhưng sử dụng các sự kiện và câu chuyện có thật trong lịch sử. Đó là những trận đánh nổi tiếng hoặc gắn liền với các nhân vật anh hùng. Các yếu tố lịch sử trong trò chơi không bị bóp méo hoặc làm sai lệch nhưng không tránh khỏi các sai sót về tiểu tiết.

### Các nhân vật chính
Các nhân vật chính trong game gồm 4 chiến sĩ Việt Minh trong chiến dịch Điện Biên Phủ:
- Lưu Trọng Hà: Sinh năm 1927, dân tộc Kinh, quê quán ở Hà Nội. Hà là sinh viên trường Bách Nghệ Hà Nội, xuất thân tầng lớp tiểu tư sản trí thức thành phố. Năm 1945 tham gia tổng khởi nghĩa giành chính quyền ở Hà Nội rồi gia nhập Vệ Quốc Đoàn, thuộc đại đội bảo vệ Bắc Bộ Phủ. Năm 1950 cùng Bình và Vinh tham gia chiến dịch Biên Giới rồi tham gia Chiến dịch Hòa Binh năm 1952. Một năm sau anh trở lại tham gia chiến đấu với đơn vị cũ tại Mường Thanh rồi tham gia chiến dịch Điện Biên Phủ với vai trò lính bắn tỉa trong màn 8. Hà hy sinh vào tối ngày 06/05/1954 khi nằm đè lên quả lựu đạn để cứu đồng đội trong màn 11.
- Nguyễn Thế Vinh: Sinh năm 1924, dân tộc Kinh, quê quán ở Nghệ An, xuất thân gia đình nông dân. Năm 1940 anh thoát ly lên Hà Nội làm culi (Coolie) nhà đèn rồi tham gia hoạt động bí mật, làm giao liên. Năm 1945 tham gia tổng khởi nghĩa giành chính quyền từ tay Nhật rồi gia nhập đại đội quyết tử bảo vệ Bắc Bộ Phủ, sau rút lên chiến khu kháng chiến. Anh từng cùng Bình và Hà tham gia chiến dịch Biên Giới năm 1950 và chiến dịch Hòa Bình năm 1951. Năm 1953 đóng quân ở Điện Biên Phủ rồi tham gia chiến dịch Điện Biên Phủ năm 1954. Trong trận đánh vào cứ điểm C1 ngày 30 tháng 3 năm 1954, anh cầm Bazooka (Súng chống tăng bộ binh) bắn xe tăng Pháp rồi bị choáng ngất do sức ép và tỉnh lại sau đó.
- Hoàng Đăng Bình: Sinh năm 1924, dân tộc Tày. Anh xuất thân từ miền núi Cao Bằng, sớm giác ngộ lí tưởng Cách mạng. Năm 1941 được gài vào hàng ngũ địch đến năm 1945 tham gia binh biến giành chính quyền rồi theo Vệ Quốc Đoàn về Hà Nội bảo vệ chính Phủ Lâm Thời của Việt Minh, thuộc đại đội bảo vệ Bắc Bộ Phủ. Sau Toàn Quốc Kháng Chiến tham gia nhiều trận đánh lớn nhỏ và đến năm 1950 cùng Hà và Vinh tham gia chiến dịch Biên Giới. Năm 1951 khi tham gia chiến dịch Hòa Bình thì bị thương nặng trong trận phục kích đoàn xe Pháp tại Giang Mỗ và được đưa về hậu cứ chữa trị, sau đó anh về công tác tại ngoại ô Hà Nội, cùng bộ đội địa phương tấn công sân bay Gia Lâm. Sau trận đánh sân bay Gia Lâm thì trở lại đơn vị cũ tham gia chiến dịch Điện Biên Phủ, anh còn sống sau chiến dịch này.
- Hoàng Đăng An: Em trai Bình, sinh năm 1934, dân tộc Tày, quê ở Cao Bằng. Xuất thân từ vùng căn cứ địa Việt Bắc nên anh sớm giác ngộ lí tưởng Cách mạng, tham gia làm giao liên. Năm 1951, anh chính thức nhập ngũ, tham gia nhiều trận lớn nhỏ. Cuối năm 1953 anh tham gia trận tao ngộ chiến với lính dù tại Mường Thanh và gặp Vinh, Hà. Đầu năm 1954, anh cùng Hà và Vinh tham gia trận đồi Độc Lập. Một tháng sau anh chuyển sang tiểu đoàn phòng không 394, chiến đấu ở khu vực Mường Thanh, sau đó anh chuyển về đơn vị bộ binh tham gia đợt 3 chiến dịch Điện Biên Phủ. Khi chuẩn bị tiến vào bắt sống tướng Đờ Cát, anh bị thương nặng sau khi chịu một loạt đạn của quân địch, tuy nhiên anh vẫn còn sống (chi tiết này đã được công ty Emobi Games xác nhận).[4]

Các nhân vật phụ gồm:
- Lực: Anh trai Túc, bị địch bắn và gục trong màn 8 và tình trạng hiện tại không rõ.
- Túc (Em trai Lực): Còn sống.
- Trung: Chỉ huy của Vinh trong màn 6.
- Bắc, Quỳnh: Các chiến sĩ đánh bộc phá trong màn 6.
- Lê Gia Định (tên thật là Lê Gia Đỉnh): Nhân vật có thật, chỉ huy của Bình, Vinh, Hà trong màn 1, hy sinh trong trận đánh bảo vệ Bắc Bộ Phủ 1946.
- Trương Xuân Thung: Chỉ huy của Bình, Vinh, Hà trong các màn 2, 3.
- La Văn Cầu: Nhân vật có thật, ông vẫn còn sống và là nhân vật trong game không xuất hiện dưới dạng nhân vật mà được kể khi màn 2 kết thúc. Trong trận Đông Khê (tức chiến dịch Thu Đông 1950 tại Cao Bằng), ông đã bị giặc Pháp bắn vào tay và đã nhờ đồng đội mình chặt đứt cánh tay bị thương để chiến đấu tiếp.
- Trần Cừ: Nhân vật có thật, cũng là nhân vật trong game không xuất hiện dưới dạng nhân vật mà được kể khi màn 2 kết thúc. Trong trận Đông Khê vào sáng ngày 17 tháng 09 năm 1950, anh đã lấy thân mình lấp hỏa điểm địch cho đồng đội xung phong và đã anh dũng hy sinh.[5]
- Phan Đình Giót: Nhân vật có thật, anh hi sinh vào ngày 13 tháng 3 năm 1954, khi anh đã lấy thân mình lắp lỗ châu mai cho đồng đội xông lên.
- Trần Can: Nhân vật có thật, tiểu đội trưởng xung kích của Vinh trong màn 6, anh hy sinh vào sáng ngày 7 tháng 5 năm 1954 khi chỉ huy đơn vị phòng thủ điểm cao 507.

### Cốt truyện
Gồm 12 nhiệm vụ, dựa trên các trận đánh và chiến dịch từ ngày Toàn quốc kháng chiến 1946, và kết thúc với chiến thắng Điện Biên Phủ:
- Nhiệm vụ 1: Quyết tử cho Tổ quốc quyết sinh
- Nhiệm vụ 2: Đường 4 tử thần
- Nhiệm vụ 3: Chân trần gan thép
- Nhiệm vụ 4: Trận mưa dù
- Nhiệm vụ 5: Đồi Huân Chương
- Nhiệm vụ 6: Quả đấm thép
- Nhiệm vụ 7: Bầu trời rực lửa
- Nhiệm vụ 8: Những con chuột Nậm Rốm[6]
- Nhiệm vụ 9: Chia lửa
- Nhiệm vụ 10: Quyết chiến quyết thắng
- Nhiệm vụ 11: Cao điểm cuối cùng
- Nhiệm vụ 12: Chấn động địa cầu

### Ngôn ngữ
Ngôn ngữ do các nhân vật sử dụng chủ yếu là tiếng Việt và tiếng Pháp. Phần phụ đề có thêm tiếng Anh hoặc tiếng Việt (khi nhân vật nói tiếng Pháp).

## Phát triển

### Sản xuất
Dự án này được studio Emobi Games, 1 công ty Việt Nam bắt đầu phát triển từ tháng 10/2008. Trong thời gian đầu tiên, dự án này không được công bố rộng rãi. Mãi tới ngày 1/4/2010, 1 video dưới dạng báo cáo công việc của 1 nhóm thiết kế trong 7554 được công bố. Vì xuất hiện vào ngày 1/4, nên nhiều người chưa tin rằng đó là một dự án có thật.
- Ngày 7/5/2010, đúng dịp kỷ niệm 56 năm Chiến thắng Điện Biên, trailer đầu tiên của dự án được công khai rộng rãi, thừa nhận sự tồn tại chính thức của 7554.
- Tháng 9/2010, tech-demo của dự án được trình chiếu.
- Ngày 24/5/2011, game đã được đăng ký bản quyền tác giả.
- Tháng 6/2011, trailer chính thức của 7554 được giới thiệu.
- Tháng 10/2011, trailer chính thức được trình chiếu.
- Ngày 26-30/10/2011, tổ chức thành công gian hàng giới thiệu và chơi thử 7554 tại hội chợ VCE 2011.
- Ngày 1/11/2011, cho phép tải xuống bản chơi thử và nhận được nhiều bình luận, nhận định từ cộng đồng về các khuyết điểm còn tồn tại trong demo ở nhiều mảng như hệ thống control, đồ họa, tính chất điện ảnh trong game.
- Ngày 3/11/2011, thông báo dời ngày phát hành đến ngày 16/12/2011 nhằm cải thiện, hoàn chỉnh game trên cơ sở tiếp thu ý kiến từ cộng đồng game thủ với mong muốn mang lại những gì tốt nhất cho người chơi trong phiên bản chính thức.
- Ngày 16/12/2011, game chính thức phát hành.
- Ngày 12/1/2012, bổ sung thêm chế độ sinh tồn, sửa một số lỗi còn tồn tại ở phiên bản gốc.

Giá bán được ấn định cho bản thường là 249.000 đ hoặc 12 US$, và phiên bản đặc biệt là 400.000 đ.

### Công nghệ sử dụng
Các công nghệ mà game sử dụng:
- Vision Engine 8 của hãng công nghệ Havok (Đức).
- Trí thông minh nhân tạo (AI) sử dụng XaitMap và XaitControl của Xaitment (Đức)
- Hiệu ứng vật lý PhysX của hãng đồ họa Nvidia (Mỹ).

## Đón nhận
Sau 5 ngày phát hành, theo trưởng dự án phát triển game thì có khoảng hơn 4.000 bản đã được bán ra.

## Đánh giá và ý kiến
7554 chủ yếu bị đánh giá tiêu cực. Trên các trang web Metacritic và GameRankings, xếp hạng trung bình lần lượt là 41/100 và 39%. Đa phần các đánh giá đều chỉ đến việc game chưa mang được tính chất hào hùng của các trận đánh, nhìn chung game sơ sài so với mức giá 12$.
Trên trang GameSpot, game có số điểm là 3.5, thuộc mức Bad. Game được trang chỉ ra các điểm chưa tốt bao gồm: Hệ thống bot chưa tốt (Bad AI), Nhịp độ game còn yếu (Weak pacing), Cốt truyện chưa truyền tải tốt (Badly conveyed story) và Âm thanh chưa sống động (Feeble sound effects).